# علي سعيد فقي
علي سعيد فقي هو عالم صومالي متخصص في علم السموم وباحث مميز في مجاله، نشر العديد من الأوراق البحثية، في عام 2004 أصبح السفير الصومالي لبلجيكا والاتحاد الأوروبي.